# Gnowangerup Shire
Gnowangerup Shire är en kommun i Western Australia, Australien. Kommunen, som är belägen 370 kilometer sydost om Perth, i regionen Great Southern, har en yta på 4 268 kvadratkilometer, och en folkmängd, enligt 2011 års folkräkning, på 1 271. Huvudort är Gnowangerup.